# Altzo
Altzo là một đô thị trong tỉnh Guipúzcoa thuộc cộng đồng tự trị Xứ Basque, Tây Ban Nha. Dân số 2003 Altzo là 320.